# Klór-monofluorid
A klór-monofluorid az interhalogének közé tartozó illékony vegyület, képlete ClF. Színtelen, szobahőmérsékleten gáz halmazállapotú anyag, mely magas hőmérsékleten is stabil. Forráspontja −100°C, folyadékként halványsárga színű. Sok tulajdonsága köztes értéket képvisel a klór és a fluor megfelelő tulajdonságaihoz képest. 1928-ban fedezte fel Otto Ruff.

## Előállítása
Előállítható elemi klór és fluor 250 °C-on, rézreszelék jelenlétében végzett reakciójával.

## Reakciói
Sokoldalú fluorozó szer, fémekkel és nemfémekkel fluoridokat képez, a reakció során klórgáz szabadul fel. Volfrámmal reagálva például volfrám-hexafluorid, szelénnel szelén-tetrafluorid keletkezik:
W + 6 ClF → WF6 + 3 Cl2
Se + 4 ClF → SeF4 + 2 Cl2
Fluorozási-klórozási reakcióba is léphet oxidáció vagy többszörös kötésekre történő addíció  révén. A szén-monoxid hármas kötésére például fluort és klórt addíciónál:
C≡O + ClF → 

## Fordítás
Ez a szócikk részben vagy egészben  a   Chlorine monofluoride című angol Wikipédia-szócikk ezen változatának fordításán alapul.  Az eredeti cikk szerkesztőit annak laptörténete sorolja fel. Ez a jelzés csupán a megfogalmazás eredetét és a szerzői jogokat jelzi, nem szolgál a cikkben szereplő információk forrásmegjelöléseként.